# Bassia tomentosa
Bassia tomentosa är en amarantväxtart som först beskrevs av Richard Thomas. Lowe, och fick sitt nu gällande namn av René Charles Maire och Marc Weiller. Bassia tomentosa ingår i släktet kvastmållor, och familjen amarantväxter. Inga underarter finns listade i Catalogue of Life.

## Bildgalleri

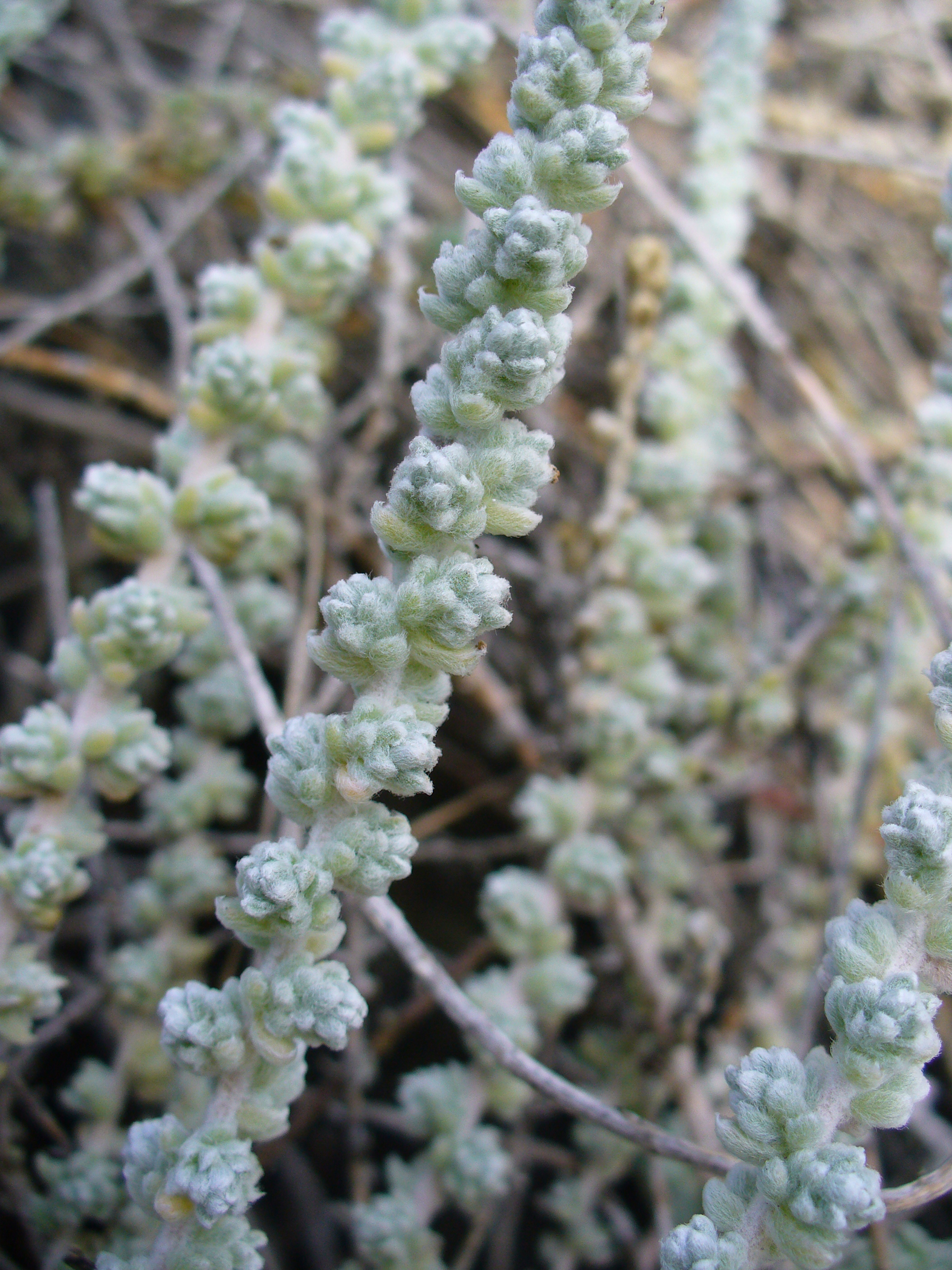